# The Only Thing
The Only Thing – amerykański niemy melodramat w reżyserii Jacka Conwaya z 1925 roku.

## Treść
Perypetie miłosne księcia w czasach rewolucji.

## Obsada
- Eleanor Boardman – Thyra, księżna Svendborg
- Conrad Nagel – książę Chevenix
- Edward Connelly